# Verespatak község
Verespatak község (románul: Comuna Roșia Montană) község Fehér megyében, Romániában. Központja Verespatak, beosztott falvai Abrudkerpenyes, Blidești, Bunta, Bălmoșești, Coasta Henții, Curături, Dăroaia, Gârda-Bărbulești, Iacobești, Ignățești, Szarvaspatak, Vartop, Verespataktorka, Șoal, Țarina.

## Népessége
A 2011-es népszámlálás adatai alapján a község népessége 2656 fő volt.